# Pierre Alféri
Pierre Alferi (* 10. April 1963 in Paris; † 16. August 2023 ebenda) war ein französischer Schriftsteller, Dichter, Essayist.

## Leben
Alferi wurde als Sohn des Philosophen Jacques Derrida und der Psychoanalytikerin Marguerite Aucouturier in Paris geboren. Er erwarb einen Abschluss in Philosophie an der Universität Paris und veröffentlichte 1989 seine
Dissertation über Wilhelm von Ockham. Es erschienen von ihm mehrere Bücher im Bereich der Poesie.
Alferi arbeitete mit Künstlern, Musikern, Malern und anderen Dichtern zusammen. Mit der Fotografin Suzanne Doppelt war er Mitbegründer der Literaturzeitschrift Détail und mit Olivier Cadio gründete er La Revue de Littérature Générale. Alferi übersetzte die Arbeiten von John Donne, Giorgio Agamben and Meyer Schapiro in das Französische.
Er starb am 16. August 2023 im Alter von 60 Jahren in Paris.

## Schriften
Romane
- 2010: Après vous, Éditions P.O.L, Paris ISBN 2818000092
- 2009: Les jumelles, Éditions P.O.L, Paris ISBN 284682309X
- 2008: L'Estomac des Poulpes Est Etonnant, Attente ISBN 2914688741
- 1999: Le Cinema Des Familles, Éditions P.O.L, Paris ISBN 2867447135
- 1994: FMN: Roman, Éditions P.O.L, Paris ISBN 2867444403

Gedichte
- 2015: Writing the Real: A Bilingual Anthology of Contemporary French Poetry (übersetzt von Kate Lermitte Campbell). Enitharmon Press
- 2009: Alféri Pierre, Espitallier Jean-Michel, Barnaud Jean-Marie, Blaine Julien, Collectif: Sac à dos: Une anthologie de poésie contemporaine pour lecteurs en herbe, Le Mot et le reste, ISBN 2915378681
- 2004: La voie des airs, Éditions P.O.L, Paris ISBN 2867449936
- 2004: Kub or, Éditions P.O.L, Paris ISBN 286744411X
- 2004: Oxo, Burning Deck Books, ISBN 1886224668
- 2000: Handicap(zusammen mit Jacques Julien), Rroz
- 1997: Sentimentale journée, Éditions P.O.L, Paris ISBN 2867445574
- 1996: Personal pong, Villa Saint-Clair, ISBN 2908964198
- 1995: Natural Gaits (Sun & Moon Classics), Sun&Moon Books, ISBN 1557132313
- 1991: Les Allures naturelles, Éditions P.O.L, Paris ISBN 2867442184

Essays
- 2004: Des enfants et des monstres, Éditions P.O.L, Paris ISBN 2867449928
- 1991: Chercher une Phrase, Bourgois, ISBN 2267010259
- 1989: Guillaume d'Ockham le singulier, Minuit, ISBN 2707312002